# 당신과 함께한 한 시간
《당신과 함께한 한 시간》(One Hour With You)은 미국에서 제작된 에른스트 루비치 감독의 1932년 영화이다. 모리스 슈발리에 등이 주연으로 출연하였고 에른스트 루비치 등이 제작에 참여하였다.
이 영화는 1924년 영화 더 매리지 서클(The Marriage Circle)의 리메이크 작품이며 미국에서 루비치가 제작한 2번째 영화이다. 이 영화는 1932년 아카데미 작품상 부문에 후보로 지명되었다.

## 출연

### 주연
- 모리스 슈발리에
- 자넷 맥도널드

### 조연
- 제네비브 토빈
- 찰스 러글스
- 로랜드 영
- 조세핀 던
- 리처드 칼
- 바바라 레너드

## 기타
- 미술: 한스 드레이어
- 의상: 트라비스 밴톤